# Xã Cedar, Quận Lucas, Iowa
Xã Cedar (tiếng Anh: Cedar Township) là một xã thuộc quận Lucas, tiểu bang Iowa, Hoa Kỳ. Năm 2010, dân số của xã này là 234 người.